# Ецерперді
Ецерперді (груз. ეწერფერდი) — село в Грузії.
За даними перепису населення 2014 року в селі проживає 260 осіб.